# Heraldisch-Genealogische Blätter für adelige und bürgerliche Geschlechter

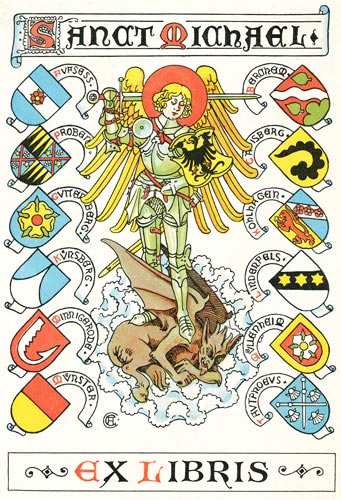
Exlibris „Sanct Michael“ für den Verein St. Michael, Verein deutscher Edelleute zur Pflege der Geschichte und Wahrung historisch berechtigter Standesinteressen.

Die Heraldisch-Genealogischen Blätter für adelige und bürgerliche Geschlechter (mit vollem Titel: Heraldisch-Genealogische Blätter für adelige und bürgerliche Geschlechter. Monatsschrift zur Pflege der Heraldik, Genealogie, Sphragistik, Epitaphik, Diplomatik, Numismatik und Kulturgeschichte) waren eine monatlich erscheinende familiengeschichtliche Zeitschrift. Sie war das Organ des Vereines Sankt Michael in Bamberg. Die Zeitschrift wurde von Leopold Oelenheinz und Heinrich Theodor von Kohlhagen herausgegeben, seit 1909 von Kohlhagen allein. Sie erschien von 1904 bis 1911.